# Благодійний фонд «Приятелі дітей»
Благодійний фонд "Товариство" «Приятелі дітей» — всеукраїнська, доброчинна організація, яка створена з метою забезпечення матеріальних потреб дітей-сиріт та установ, де вони мешкають та виховання у дітей-сиріт довіри до суспільства, відчуття себе повноправними громадянами своєї країни.
Благодійний фонд "Товариство"«Приятелі дітей», зареєстрований Міністерством юстиції України у серпні 1996 року, голова Фонду — Марина Криса.
Фонд має реквізити для перерахування коштів.

## Мета Фонду
Діяльність Фонду спрямована на різні сторони життя дітей-сиріт та сирітських установ. Це передбачає не тільки забезпечення матеріальних потреб дітей-сиріт та установ, де вони мешкають, а й пошук шляхів виховання у дітей-сиріт довіри до суспільства, відчуття себе повноправними громадянами своєї країни, що мають ті права та обов'язки, що й всі українські громадяни, як під час перебування цих дітей у дитячих сирітських закладах, так і після виходу з них. В центрі діяльності Фонду — дитина-сирота, дитина, позбавлена батьківської опіки, будь-якого віку, соціального та медичного стану, її потреби та інтереси.

## Історія створення
У 1993 році група однодумців у Канаді ухвалила рішення щодо створення проєкту «Приятелі дітей» (англ. Help Us Help The Children) при Канадському Фонді «Дітям Чорнобиля». Метою проєкту було надання допомоги дітям, що проживають в державних сирітських закладах України. Засновником та керівником «Приятелів дітей» у Канаді є Руслана Вжесневська. Діяльність проєкту починалась з розвезення гуманітарної допомоги.
Поступово «Приятелі дітей» знайшли своїх однодумців в Україні. Так у серпні 1996 року Міністерством юстиції України був зареєстрований всеукраїнський благодійний фонд "Товариство" «Приятелі дітей». Президентом фонду було обрано Марину Крису.
1997 року добровольці у Сполучених Штатах Америки зареєстрували благодійну організацію «Приятелі дітей», USA ((англ.)), яку очолила Віра Петруша.

## Співробітники Фонду
- Криса Марина Броніславівна — Президент
- Тальянц Інна Геннадіївна — Виконавчий директор
- Кавуненко Марія Іванівна — Головний бухгалтер
- Самарський Дмитро Павлович — Керівник освітнього проєкту

## Програми Фонду
Діяльність Благодійного фонду "Товариство «Приятелі дітей» нараховує ряд програм, що охоплюють різні сторони життя дітей-сиріт та дітей, позбавлених батьківського піклування, та передбачають надання допомоги працівникам дитячих сирітських закладів в їх роботі. Це:
- Програма «Гуманітарна допомога»
- Програма «Навчальні та оздоровчі табори»
- Освітня програма «Стипендіат»
- Програма «Допомога дітям-сиротам, що мають фізичні вади»
- Програма «Протидія торгівлі людьми: усвідомлення проблеми вихованцями та випускниками інтернатних закладів»
- Програма «Підтримка Всеукраїнської асоціації працівників закладів для соціально-незахищених дітей»
- Програма «Світле дитинство — світле майбутнє» (сприяння культурно-естетичному та фізичному вихованню дітей-сиріт та дітей, позбавлених батьківського піклування)[2]

Кожна програма Фонду реалізується через ряд конкретних проєктів, як довгострокових, так і короткострокових. Як програми, так і проєкти з часом змінюються відповідно до змін в суспільстві та змін в потребах дітей-сиріт та дитячих закладів України.

### Гуманітарна допомога
Проєкт «Гуманітарна допомога» розпочався з Канади, а згодом і з США. У перший маршрут по розвезенню гуманітарної допомоги увійшло 28 сирітських закладів України. Група привезла антибіотики, шприци, полівітаміни, дитяче харчування, на суму понад 400 тис. канадських доларів. Надали цю допомогу фармацевтичні фірми Канади та українські громади, до яких звернулися «Приятелі дітей.» З 2002 року «Приятелі дітей» відвідують з гуманітарною місією до 150 сирітських закладів України на рік. Добровольці з України, Канади та Америки під час маршрутів надають консультації медичному персоналу будинків щодо вживання ліків, проводять огляд дитячих установ щодо їх санітарно-гігієнічного стану і потреб на майбутнє. Під час маршрутів проводиться контроль, планується розподіл допомоги між сирітськими будинками та збирається інформація, що надається державним та громадським організаціям.
Благодійним фондом "Товариство «Приятелі дітей» було здійснено ряд маршрутів по розвезенню гуманітарної допомоги. Маршрути охопили шість областей Західної України — Тернопільську, Івано — Франківську, Львівську, Закарпатську, Волинську та Рівненську.
До акцій «Приятелів дітей» залучаються волонтери з різних країн світу.

### Літні табори
У 1996 році для дітей-сиріт та дітей, позбавлених батьківської опіки, у Карпатських горах «Приятелями дітей» було організовано «Літній табір». З моменту утворення табір відвідали понад 3500 дітей-сиріт. Якщо перший «Літній табір» у 1996 році відвідали 110 дітей-сиріт з 5 шкіл-інтернатів, то у 2006 році — понад 400 дітей з 32 шкіл-інтернатів мали змогу відпочити у таборі «Приятелів дітей».
Програма табору має за мету допомогти дітям-сиротам стати активними громадянами, зробити позитивний внесок у розвиток української держави. Участь у «Літньому таборі» заохочує дітей-сиріт до покращення поведінки та навчання, дає можливість знайти друзів, поширити зв'язки з зовнішнім середовищем, розвинути почуття самовпевненості, соціальної свідомості, самоповаги, зацікавлює у вивченні історичного минулого, культурної спадщини та сьогодення України.
Проєкт «Літній табір» багато років проводився значною мірою за фінансової підтримки Фонду «Приятелі дітей» та Канадського Фонду «Дітям Чорнобиля». Також кошти збирались під час проведення акцій в Україні та фінансуванні уряду України.
До реалізації проєкту, підготовки матеріалів до нього та проведення програми під час табору були залучені представники та волонтери проєкту «Приятелі дітей» Канадського Фонду Дітям Чорнобиля, Благодійного фонду «Приятелі дітей» та волонтери з України.

### Медичний проєкт Допомога дітям-сиротам з інвалідністю
Ідея започаткувати новий проєкт, який мав на меті допомагати дітям — сиротам з інвалідністю, виникла, коли фундатори «Приятелів дітей» Руслана Вжесневська з Канадського Фонду «Дітям Чорнобиля» та Марина Криса з України в 1994 році під час одного із маршрутів по розвезенню гуманітарної допомоги по сирітським закладам України звернули увагу на двох дітей — сиріт з інвалідністю вихованців Надвірнянського будинку дитини Івано-Франківської області Ігоря Шафрана і Олександру Тарабасу та вирішили допомагати їм в протезуванні та проведенні операцій з метою виправлення вад фізичного розвитку.
Проєкт в першу чергу спрямовано на дітей-сиріт інвалідів, які проживають в Цюрупинському дитячому будинку-інтернаті (Херсонська область). Тут знаходяться діти-інваліди без розумових відхилень. Метою проєкту є медична допомога дітям-сиротам інвалідам, які через свої фізичні вади та соціальну незахищеність не мають можливості повноцінно розвиватися, отримати достатній рівень освіти, тим самим реалізувати себе, самоутвердитися та збудувати своє майбутнє.
Одним із найважливіших реабілітаційних періодів для дітей, є участь у літньому таборі «Приятелів дітей» у Ворохті Івано-Франківської області. У 2003 році 13 дітей-сиріт калік відвідати табір. Інші діти приїжджають до Києва на лікування та протезування.
Реалізуючи даний проєкт, Фонд надає спеціальну адресну медичну допомогу, що повинна покращити фізичний стан дітей, дати можливість всебічно розвиватися, мінімально залежати від інших. На думку співробітників фонду:
|  | Це прискорить процес соціальної адаптації дітей в громадському суспільстві, вони зможуть вступити до вищих навчальних закладів, реалізувати себе як повноцінну особистість. |

### Освітня програма
«Освітня програма» заснована у 1998 році. Програму направлено на соціальну адаптацію та матеріальну підтримку студентів з соціально незахищених верств населення. Головною метою програми є заходи з підготовки студентів-сиріт та молоді з малозабезпечених та соціально неблагополучних сімей до самостійного життя у суспільстві, сприяння самореалізації, інтелектуальному, культурному та духовному розвитку таких студентів у сучасному суспільстві, формування у студентів навичок самостійного вирішення власних проблеми. Важливим аспектом освітньої програми є надання матеріальної допомоги — щомісячних благодійних стипендій. Виплата стипендій та підтримка програми здійснюється за кошти благодійників. Учасники проєкту залучаються до волонтерської роботи під час благодійних акцій, відпочинкових таборів та інших заходів фонду, що, на думку співробітників Фонду:
|  | Допомагає їм відчути свою значимість та зробити особистий внесок у покращання соціального клімату у суспільстві. |

### Асоціація працівників установ для соціально-незахищених дітей
У 1997 р. фондом було проведено першу Всеукраїнську конференцію керівників дитячих сирітських установ. Представники Міністерства Здоров'я, Міністерства освіти та науки та директори сирітських закладів України були запрошені на конференцію. Протягом конференції було обрано Координаційну раду, в яку увійшли найактивніші директори, для заснування «Асоціації працівників установ для соціально-незахищених дітей». Діяльність Асоціації покликана для координації дій адміністрації сирітських закладів та обміну інформацією.
Метою Асоціації визначено поліпшення життя дітей-сиріт, реформування інтернатних закладів, соціальна реабілітація дітей у суспільстві. Під час проведення семінарів з 1998 по 2000 рік члени Координаційної ради створили статут та план подальших дій. Мета "Приятелів дітей " у цьому процесі:
|  | ...привернути увагу уряду України до проблем сирітських установ і поставити реальні завдання до їх вирішення. |

## Діяльність Фонду
- 21 квітня 2006 р. — Благодійний фонд "Товариство «Приятелі дітей» в приміщенні Харківського державного академічного театру опери та балету імені М. В. Лисенка провів виставку дитячих малюнків, присвячену світлому святу Великодня. Виставка пройшла під назвою — «Світле дитинство — світле майбутнє. Великодні візерунки».[10]
- 25 квітня — 1 травня 2006 р. — Благодійний фонд "Товариство «Приятелі дітей» за підтримки акціонерної судноплавної компанії «Укррічфлот», Міністерства України у справах сім'ї, молоді та спорту, та спільно з Міжнародним фондом «Україна 3000», провів благодійну акцію «Світле дитинство — світле майбутнє». В рамках цієї акції здійснено подорож по Дніпру для дітей-сиріт за маршрутом Київ — Запоріжжя — Дніпропетровськ — Кременчук — Канів — Київ.[10]
- 15 липня 2006 р. — Благодійний фонд "Товариство «Приятелі дітей» спільно з проєктом «Приятелі дітей» Канадського Фонду «Діти Чорнобиля» та організацією UCARE (англ. Ukrainian Children’s Aid & Relief Effort, USA) провели зустріч учасників освітнього проєкту, які є випускаються з вищих та професійних навчальних закладів у 2006 р.[10]
- 25 липня — 12 серпня 2006 р. — На виконання доручення Президента від 14.03.2006 № 1-1/238, Благодійний фонд «Товариство „Приятелі дітей“ спільно з проєктом „Приятелі дітей“ Канадського Фонду „Діти Чорнобиля“ та сприяння Міністерства України у справах молоді та спорту, Міністерства транспорту та зв'язку України, Івано-Франківської обласної державної адміністрації, в смт. Ворохта, Івано-Франківської області організував та провів проєкт „Літній табір-2006“ для дітей-сиріт та дітей позбавлених батьківської опіки. всіх»[10]
- 24 лютого 2007 р. — Благодійний фонд "Товариство «Приятелі дітей» провів чергову зустріч зі студентами — сиротами, учасниками освітнього проєкту в місті Києві.[11]
- 28 — 31 травня 2007 р. — Благодійний фонд "Товариство «Приятелі дітей» спільно з акціонерною судноплавною компанією «Укррічфлот» та за підтримки Міжнародного благодійного фонду «Україна 3000» провів благодійну акцію під назвою «Вклонімося Кобзареві».[11]
- 9 — 24 липня 2007 р. — Благодійний фонд "Товариство «Приятелі дітей» організував навчально-відпочинковий табір для дітей-сиріт та дітей, позбавлених батьківської опіки, з інтернатних закладів України в селі Колочава Міжгірського району Закарпатської області. Тема табору «Погляд у майбутнє».[11]
- 5-13 серпня 2007 року в с. Цагвері, (Центральна Грузія) пройшов міжнародний обмін на тему «Руйнування стереотипів та ксенофобії через мистецтво» . В обміні взяли участь молодіжної групи Благодійного фонду "Товариство «Приятелі дітей».[12]
- 24 — 25 листопада 2007 р. — Благодійний фонд "Товариство «Приятелі дітей» провів дводенну зустріч зі студентами-сиротами, учасниками освітнього проєкту в місті Києві.[13]
- 09 листопада 2007 р.- в приміщенні Благодійного фонду "Центр реабілітації інвалідів дитинства «Промінь» (м.Харків). Благодійний фонд "Товариство «Приятелі дітей» провів прес-конференцію, присвячену благодійній акції з передання інвалідних візків дитячому будинку-інтернату системи праці та соціального захисту населення (м.Богодухів), лікарні (Центральна Мерепьянська районна лікарня, дитяче відділення) та благодійному фонду (Благодійний фонд "Центр реабілітації інвалідів дитинства «Промінь)» Харкова та Харківської області.[11]
- 16 листопада 2007 р — в приміщенні Виконавчого комітету Луганської міської ради Благодійний фонд "Товариство «Приятелі дітей» провів благодійну акцію з передання 52 інвалідних візків Луганській обласній молодіжній громадській організації "Асоціація молодих інвалідів Східного Донбасу — «Схід», що об'єднує 14 організацій Луганська та Луганської області[11]
- 23 листопада 2007 р.- в приміщенні дитячого відділення Комунального лікувально-профілактичного закладу «Чернігівський обласний протитуберкульозний диспансер» (м. Чернігів). Благодійний фонд "Товариство «Приятелі дітей» провів прес-конференцію, присвячену благодійній акції з передачі медичного та комп'ютерного обладнання, одягу і солодощів дитячому відділенню Чернігівського обласного протитуберкульозного диспансеру.[14]
- 1 квітня 2008 р. — в приміщенні Будинку художника (м.Київ) комік-дует «Пластилін» провів «Свято для всіх» за підтримки соків та нектарів «Добрий»™ та за сприяння Благодійного фонду "Товариство «Приятелі дітей». До участі у святі було запрошено 400 учнів обласних та київських шкіл та шкіл-інтернатів і дітей з громадських організацій, що опікуються дітьми з особливими потребами.[14]
- 10 жовтня 2008 р. — в приміщенні актового залу школи-інтернату № 15 міста Києва відбувся заключний виступ американського ілюзіоніста Девіда Дрейза в рамках спільного проєкту Благодійного фонду "Товариство «Приятелі дітей» та Девіда Дрейза.[14]
- 12 лютого 2009 р. — в Харкові пройшла прес-конференції організаторів Всеукраїнського благодійного проєкту «З книгою — до дітей!». Учасники прес-конференції: Марина Криса, Президент Благодійного фонду "Товариство «Приятелі дітей». Віталій Соловйов — начальник відділу реклами та маркетингу АКБ «Східно-Європейський банк».[14]
- 05-06 вересня 2009 р. Благодійний фонд "Товариство «Приятелі дітей» здійснив акцію передачі подарунків до дитячих установ та організацій Харківської області.[15]
- 2010 р.- Благодійний фонд «Приятелі дітей» виступив співорганізатором Національного конгресу «Благодійна Україна»
- 12-13 березня 2011 р — Проведення дводенної зустрічі стипендіатів Благодійного фонду "Приятелі дітей в м. Києві "[16]
- 15-16 квітня 2011 р. — в «Українському домі» (Київ) були проведені майстерні з писанкарства для дітей-сиріт, дітей, позбавлених батьківського піклування, дітей реабілітаційних центрів та дітей різних соціальних категорій в рамках благодійного проєкту «Великодні веселки».[15]
- 15 червня 2011 р. — в день закриття таборової спартакіади («Літо твоїх перемог» на базі ДП «УДЦ» «Молода гвардія») в гості до дітей приїхав заслужений майстер спорту з плавання, чемпіон світу, чемпіон Європи, чотириразовий володар Кубку світу з плавання, срібний призер Олімпіади в Сіднеї Денис Силантьєв[15]
- 17 липня — 03 серпня 2011 р. — у місті Косові відбувався літній табір «Еко-веселка», який провівся благодійним фондом "Товариство «Приятелі дітей» на базі дитячого санаторію «Карпатські зорі».

У таборовій програмі брали участь 60 дітей з інтернатів, дитячих будинків та дітей з-під опіки з 5 областей України, а саме: Вінницької, Київської, Луганської, Львівської, Сумської областей.
Це неповний перелік заходів Фонду.

## Партнерські організації
- Канада: Help Us Help the Children / Help Us Help

C/o Children of Chornobyl Canadian Fund
2118-A Bloor St. West, suite 200,
Toronto, Ontario, CANADA M6S 1M8
Засновник: Руслана Вжесневська
- Сполучені Штати Америки: UCARE, INC.

PO Box 123
Glencoe, Missouri 63038
www.ucareinc.org
President: Iryna Tkaczuk
UCARE Coordinator, Kyiv, Ukraine
Tetyana Hrytsiv
Координатор UCARE в Україні
Тетяна Гриців

## Спонсори Фонду
Діяльність Фонду підтримують:
- ТОВ «Промтоварний ринок» («Сьомий кілометр», Овідіопольський район, Одеська область),
- «Мистецький Арсенал»,
- British American Tobacco,
- Citibank,
- Ernst & Young,
- ING Банк,
- Société Générale,
- Unilever Ukraine LLC.,
- АТ Укравторесурс,
- Благодійний театр «Місто сонця»
- Благодійний фонд «Дар життя»,
- ВАТ «Одеський припортовий завод»
- Виставкове підприємство «Медвін»,
- Державне підприємство Національний центр ділового та культурного співробітництва «Український дім»
- Євромарт,
- Інтернет-журнал «Стіна»
- Канадський фонд «Дітям Чорнобиля»,
- Кейтерінгова компанія «Express»
- Київський сигарний клуб
- Кока-Кола,
- Компанія «Фото Фонд»
- Концерн Орлан,
- Крафт Фудз Україна
- Міжнародна гуманітарна асоціація «Тріумф серця»,
- Міжнародний Жіночий Клуб,
- Міжнародний Інститут Бізнесу,
- Міжнародний фонд «Відродження»,
- Національний культурно-мистецький та музейний комплекс
- національний парк «Гуцульщина»
- Національний Ужгородський університет,
- ПП «Авалон-Прінт»
- Представництво міжнародного фонду Каунтерпарт Інтернешнл,
- ТОВ «Владіком»,
- ЗАТ «Філіп Морріс Україна»
- Susane та Robert Morris,
- Connors Paul,
- Emrich Sigrid,
- Юрій Когутяк,
- Мілан Паєвич,
- Юлія Студинська,
- Олег Олійник,
- українські та іноземні банківські структури
- інші громадські та комерційні установи.